# 능산초등학교
능산초등학교(陵山初等學校)는 대한민국 충청북도 음성군에 있었던 공립 초등학교이다.

## 학교 연혁
- 1943. 04. 05 삼성국민학교 능산분교로 인가(2학급)
- 1961. 04. 01 능산국민학교 인가 개교
- 1985. 03. 01 능산국민학교 병설유치원 개원
- 1996. 03. 01 능산초등학교로 명칭 변경
- 2006. 02. 08 제43회 졸업 4명(졸업생총수 1,958명)
- 2006. 09. 01 제22대 유승용 교장 부임
- 2009. 02. 18 제46회 졸업 8명(졸업생 총수 1,977명)
- 2009. 03. 01 6학급 편성(유 1학급)
- 2009. 03. 01 충청북도교육청 지정 교원능력 개발평가 선도학교 운영
- 2011. 02. 17 제48회 졸업 7명(졸업생총수 1,996명)
- 2011. 03. 01 제24대 오세희 교장 부임
- 2012. 02. 16 제49회 졸업 8명(졸업생총수 2,004명)
- 2013. 02. 14 제50회 졸업 10명(졸업생총수 2,014명)
- 2013. 03. 01 제25대 반영섭 교장 부임
- 2014. 02. 20 제51회 졸업 12명(졸업생총수 2,026명)
- 2014. 09. 01 제26대 서덕화 교장 부임
- 2018. 09. 01 제27대 유정희 교장 부임
- 2023. 02. 28 폐교 및 삼성초등학교와 통합[1]

## 참고 자료
- 능산초등학교 - 한국교육학술정보원 학교알리미